# 盈寶威神
盈寶威神（日语：ウィルソンテソーロ），是日本現役純種競賽馬匹。目前主要勝場有2023年杜若紀念、水星盃和白山大賞典，以及2024年日本育馬場盃經典賽。

## 出賽前
2019年2月25日出生於北海道日高町了健牧場，所有權歸於牧場管理人了德寺健二旗下，馬主名義則以其經營的公司了德寺健二控股登錄。
其後交由美浦訓練中心練馬師高木登訓練。

## 競賽生涯

### 2歲
2021年8月28日出戰新潟競馬場2歲新馬戰，維持於中團位置下於直路未有太大的衝刺動作，最終僅跑獲第六。
其後進入長期休養，於期間被轉往同屬美浦訓練中心的田中博康馬房。

### 3歲
2022年6月復出出戰3歲未勝利戰，然而於其中以第七落敗，其後再度挑戰3歲未勝利戰更以第十三大敗。
8月28日第三度挑戰3歲未勝利戰，同時轉往泥地賽事以求突破。比賽開始後，其隨即以不俗的反應進佔先頭第三的位置，通過最後彎道時開始發力，最終成功於直路壓制對手取得首勝。
稍為休養後於10月及11月接連出戰3歲以上一捷馬戰及3歲以上兩捷馬戰，均於其中發揮優勢的表現，成功達成三連勝。

### 4歲
2023年首戰為招福錦標，於繼續於比賽初段採用前置戰術下於最後彎道開始發力超越對手，進入直路後更展開不俗的衝刺，最終成功一口氣以四連勝的姿態晉級公開組。
3月19日出戰公開賽名古屋城錦標，雖然賽前取得第一人氣支持，然而於直路上未能有效地提速迫近前方，最終以第五落敗。
賽後，其再度被安排轉倉，最終轉入亦為美浦訓練中心練馬師的小手川準馬房。
5月2日出戰杜若紀念，為其首次出戰分級賽。比賽開始後，其先頭位置穩步推進並尋找加速於時機，於第三彎道稍為加速下進佔有利位置並開始發力。進入直路後，其持續於所在位置展步加速迫近前方領先的Dry Stout，最終成功壓制對手下以鼻位差距險勝取得首個分級賽冠軍，亦以1分31.1秒的時間打破紀錄。
7月17日出戰水星盃，比賽初段維持於有利位置等待時機，於第四彎道成功進佔望空的位置。進入直路後，其於中檔位置一舉加速並於中段超越前方的Teleos Bell，最終繼續帶離對手下以4馬位優勢獲勝。
其後前往金澤競馬場出戰白山大賞典，比賽初段維持於第五左右的位置，於前半段未有太大動作下在第二圈第三彎道位置開始採取行動，發力之下迫近前方賽駒。進入直路後，其逐步加速貼近領放馬Meisho Funjin，於直路中段和對手並排下繼續衝刺，最終以1/2馬位優勢取得分級賽三連勝。
11月3日出戰日本競馬場經典賽，為其首次挑戰一級賽，同時因為主戰騎師川田將雅需要策騎另一匹由其主理的同主馬盈寶奇嶽遠征美國，因而改由菅原明良代打。比賽開始後，其於選擇保持於約莫第四、五左右的位置推進，並於最後彎道開始加速發力。然而進入直路後，其未能克服泥土較厚的賽道，最終僅跑獲第五。
12月上旬隨即重返中央賽場挑戰日本冠軍盃，本次比賽一反以往做法採用後上戰術，一直保持於尾二、三左右的位置。進入直路後，其於外檔位置展開加速並爆發出優秀的末腳速度，最終僅未能超越領放馬清爽口味，顛覆第十二人氣的評價取得第二。
年末以東京大賞典作為目標，本次比賽再度改變戰術，於出閘後隨即搶佔位置領放，並於比賽途中維持穩定的節奏。進入直路後，其嘗試於前方繼續加速以堅守領先的優勢，可惜於最後關頭被衝出的盈寶奇嶽超越，以1/2馬位差距取得亞軍。

### 5歲
2024年首戰為二月錦標，維持於先頭第二的位置受到前方快勁主帥快步速的影響，於最後200米經已力盡並開始失速，最終以第八落敗。
其後和盈寶奇嶽一同遠征阿聯酋以杜拜世界盃作為目標，比賽初段重拾留後的戰術於後方位置等待，進入直路後展現出不俗的追勢，最終以第四完賽。
回國後以帝王賞作為目標，比賽初段維持於約莫第四、五的位置穩步推進，於第三彎道開始加速迫近前方。進入直路後，縱然其經已提早加速並展現出走勢，但仍然未能超越早一步行動的King's Sword，最終以1 3/4馬位差距敗於對手取得亞軍。
9月再度進行遠征，本次目標為韓國的韓國盃。比賽開始後，其選擇於中團左右的位置展開推進，進入直路後開始加速追擊前方，但最終仍然被領放的冠威拉開，再度以第二的戰績完賽。
11月4日出戰日本育馬場盃經典賽作為目標，賽前取得第一人氣，比賽開始後，其於順利出閘的情況下逐步進佔中團外疊的位置，並於第二圈第三彎道開始發力，一口氣進佔先頭的位置。進入直路後，其隨即以望空的姿態加速透出並展開衝刺，最終跑出全場最快末腳速度下成功拉開追擊的名將飛燕，以4馬位優勢取得首個一級賽冠軍，同時亦令騎師川田成功在家鄉佐賀縣鳥栖市贏得一級賽。
12月1日重返中央賽事以日本冠軍盃作為目標，賽前落後上年度盟主清爽口味取得第二人氣。比賽開始後，其逐步進佔中團位置尋找遮擋，於比賽中段一直處於馬群中央推進。進入直路後，其開始展步加速，待前方馬群散開後繼續衝刺並轟出後600米36.2秒的速度，但可惜最終仍然未能超越領放馬清爽口味，於照片判定中以鼻位差距落敗取得第二。
12月12日，其第三度轉廄，返回生涯初期的高木登馬房。
12月29日出戰東京大賞典，比賽初段以前置的戰術展開賽事，維持於內欄第三左右的位置，跟隨前方的冠威及青春永駐推進。通過彎道準備進入直路時，其稍微抽出中檔位置望空，並於直路上開始加速衝刺，可惜未能迫近前方透出的青春永駐，最終以1 3/4馬位差距落敗。

### 6歲
2025年年初前往沙特阿拉伯出戰沙特盃，比賽初段留守於內欄位置等待時機，於比賽中團至彎道時仍然維持在此取位。進入直路後，其在中前方位置開始透出，但稍為力弱下未能追上前方的青春永駐及浪漫勇士，最後亦被同主馬盈寶奇嶽超越，以第四的戰績完賽。
其後轉戰阿聯酋出戰杜拜世界盃，本次比賽選擇於中段位置展開推進，過彎時選擇抽出外檔逐步取位，但最終無法順利衝刺下僅跑獲第六。
回國後出戰帝王賞，比賽初段從外檔位置衝前，保持在外疊第三的位置推進，並在彎道處開始加速迫近前方的Mikki Fight。進入直路後，其繼續保持衝刺的姿態，然而稍為力弱下一直後退，最終被其他對手追過下以第五完賽。

### 詳細賽績
| 日期       | 舉辦國家   | 馬場     | 距離   | 級別   | 賽事名稱           | 負重 | 騎師     | 馬號 | 出馬 | 名次 | 時間     | 頭馬（二馬）      |
| ---------- | ---------- | -------- | ------ | ------ | ------------------ | ---- | -------- | ---- | ---- | ---- | -------- | ----------------- |
| 28/8/2021  | 日本       | 新潟     | 草1800 |        | 2歲新馬            | 54   | 三浦皇成 | 3    | 15   | 6    | 1:49.3   | 春秋分            |
| 26/6/2022  | 日本       | 東京     | 草2400 |        | 3歲未勝利          | 56   | 戶崎圭太 | 10   | 12   | 7    | 2:27.9   | Oceans Yori       |
| 17/7/2022  | 日本       | 福島     | 草1800 |        | 3歲未勝利          | 56   | 戶崎圭太 | 14   | 15   | 13   | 1:51.3   | Cosmo Express     |
| 28/8/2022  | 日本       | 新潟     | 泥1800 |        | 3歲未勝利          | 56   | 戶崎圭太 | 10   | 14   | 1    | 1:51.8   | （Satono Gibeon） |
| 15/10/2022 | 日本       | 東京     | 泥1600 |        | 3歲以上一捷馬戰    | 55   | 戶崎圭太 | 7    | 12   | 1    | 1:36.5   | （神福佑）        |
| 12/11/2022 | 日本       | 東京     | 泥1600 |        | 3歲以上兩捷馬戰    | 56   | 戶崎圭太 | 6    | 16   | 1    | 1:36.6   | （大信雙魚）      |
| 5/1/2023   | 日本       | 中山     | 泥1800 |        | 招福錦標           | 57   | 戶崎圭太 | 9    | 12   | 1    | 1:52.3   | （Best Regard）   |
| 19/3/2023  | 日本       | 中京     | 泥1800 | OP     | 名古屋城錦標       | 58   | 鮫島克駿 | 8    | 16   | 5    | 1:51.1   | Le Corsaire       |
| 2/5/2023   | 日本       | 名古屋   | 泥1500 | JpnIII | 杜若紀念           | 56   | 川田將雅 | 8    | 12   | 1    | 1:31.1   | （Dry Stout）     |
| 17/7/2023  | 日本       | 盛岡     | 泥2000 | JpnIII | 水星盃             | 55   | 川田將雅 | 9    | 13   | 1    | 2:01.8   | （Teleos Bell）   |
| 26/9/2023  | 日本       | 金沢     | 泥2100 | JpnIII | 白山大賞典         | 55   | 川田將雅 | 3    | 12   | 1    | 2:11.0   | （Meisho Funjin） |
| 3/11/2023  | 日本       | 大井     | 泥2000 | JpnI   | 日本育馬場盃經典賽 | 57   | 菅原明良 | 5    | 10   | 5    | 2:06.9   | King's Sword      |
| 3/12/2023  | 日本       | 中京     | 泥1800 | GI     | 日本冠軍盃         | 58   | 原優介   | 7    | 15   | 2    | 1:50.8   | 清爽口味          |
| 29/12/2023 | 日本       | 大井     | 泥2000 | GI     | 東京大賞典         | 57   | 原優介   | 9    | 9    | 2    | 2:07.4   | 盈寶奇嶽          |
| 19/2/2024  | 日本       | 東京     | 泥1600 | GI     | 二月錦標           | 58   | 松山弘平 | 14   | 16   | 8    | 1:36.6   | 尼羅長流          |
| 30/3/2024  | 阿聯酋     | 美丹     | 泥2000 | GI     | 杜拜世界盃         | 57   | 原優介   | 12   | 12   | 4    | 2:04.7   | 月桂河            |
| 26/6/2024  | 日本       | 大井     | 泥2000 | JpnI   | 帝王賞             | 57   | 川田將雅 | 8    | 13   | 2    | 2:07.2   | King's Sword      |
| 8/9/2024   | 南韓       | 首爾     | 泥1800 | GIII   | 韓國盃             | 57   | 川田將雅 | 8    | 11   | 2    | 1:52.7   | 冠威              |
| 4/11/2024  | 日本       | 佐賀     | 泥2000 | JpnI   | 日本育馬場盃經典賽 | 57   | 川田將雅 | 10   | 11   | 1    | 2:08.0   | （名將飛燕）      |
| 1/12/2024  | 日本       | 中京     | 泥1800 | GI     | 日本冠軍盃         | 58   | 川田將雅 | 8    | 16   | 2    | 1:50.1   | 清爽口味          |
| 29/12/2024 | 日本       | 大井     | 泥2000 | GI     | 東京大賞典         | 57   | 川田將雅 | 2    | 10   | 2    | 2:05.2   | 青春永駐          |
| 22/2/2025  | 沙特阿拉伯 | 安都拉茲 | 泥1800 | GI     | 沙特盃             | 57   | 川田將雅 | 14   | 13   | 4    | 記錄缺失 | 青春永駐          |
| 5/4/2025   | 阿聯酋     | 美丹     | 泥2000 | GI     | 杜拜世界盃         | 57   | 川田將雅 | 11   | 11   | 6    | 記錄缺失 | 大熱劇目          |
| 2/7/2025   | 日本       | 大井     | 泥2000 | JpnI   | 帝王賞             | 57   | 川田將雅 | 12   | 13   | 5    | 2:04.1   | Mikki Fight       |

## 血統簡介
父系爲一級賽七勝、2016及2017年日本馬王北部玄駒，祖父Black Tide雖二十二戰只得三勝，但血統上並不俗，爲日本最強賽馬之一大震撼的全兄。
母系Chesutoke Rose為美國出生的日本賽駒，於地方勝出兩場賽事。外祖父武叔叔為美國賽駒，生涯戰績優秀，曾勝出美國香檳錦標及育馬者盃兩歲大賽。

### 血統表
| 父線：週日寧靜系（Halo系）             |                             |                  |                 |
| 種馬 北部玄駒 2012年（棗色）           | Black Tide 2001年（深棗色） | 週日寧靜         | Halo            |
| 種馬 北部玄駒 2012年（棗色）           | Black Tide 2001年（深棗色） | 週日寧靜         | Wishing Well    |
| 種馬 北部玄駒 2012年（棗色）           | Black Tide 2001年（深棗色） | 風中秀髮         | Alzao           |
| 種馬 北部玄駒 2012年（棗色）           | Black Tide 2001年（深棗色） | 風中秀髮         | Burghclere      |
| 種馬 北部玄駒 2012年（棗色）           | Sugar Heart 2005年（棗色）  | 櫻花進王         | Sakura Yutaka O |
| 種馬 北部玄駒 2012年（棗色）           | Sugar Heart 2005年（棗色）  | 櫻花進王         | Sakura Hogaromo |
| 種馬 北部玄駒 2012年（棗色）           | Sugar Heart 2005年（棗色）  | Otome Gokoro     | Judge Angelucci |
| 種馬 北部玄駒 2012年（棗色）           | Sugar Heart 2005年（棗色）  | Otome Gokoro     | Tizly           |
| 繁殖雌馬 Chesutoke Rose 2013年（棗色） | 武叔叔 2008年（棗色）       | Indian Charlie   | In Excess       |
| 繁殖雌馬 Chesutoke Rose 2013年（棗色） | 武叔叔 2008年（棗色）       | Indian Charlie   | Sovite Sojourn  |
| 繁殖雌馬 Chesutoke Rose 2013年（棗色） | 武叔叔 2008年（棗色）       | Playa Maya       | Arch            |
| 繁殖雌馬 Chesutoke Rose 2013年（棗色） | 武叔叔 2008年（棗色）       | Playa Maya       | Dixie Slippers  |
| 繁殖雌馬 Chesutoke Rose 2013年（棗色） | Depiuty's Delight （灰色）  | French Deputy    | Deputy Minister |
| 繁殖雌馬 Chesutoke Rose 2013年（棗色） | Depiuty's Delight （灰色）  | French Deputy    | Mitterand       |
| 繁殖雌馬 Chesutoke Rose 2013年（棗色） | Depiuty's Delight （灰色）  | Bishop's Delight | Sawabones       |
| 繁殖雌馬 Chesutoke Rose 2013年（棗色） | Depiuty's Delight （灰色）  | Bishop's Delight | Med Coed        |
| 雌系：St Marguerite（號族：4-n）       |                             |                  |                 |
| 五代內近親交配：利法爾 5×5             |                             |                  |                 |

## 命名由來
名字中，Wilson（ウィルソン）為歐美常見男性名字，香港採用音譯「威神」，Tesoro（テソーロ）則是馬主了德寺健二的冠名，於意大利語中有「寶物」之意思，香港則翻譯為「盈寶」。

## 外部連結
- 盈寶威神 netkeiba.com
- 血統表